# Heinz
Công ty H. J. Heinz, thường được biết đến với tên đơn giản Heinz, là một công ty chế biến thực phẩm Mỹ đóng ở Pittsburgh, Pennsylvania. Ban đầu, công ty được thành lập bởi Henry J. Heinz vào năm 1869. Heinz sản xuất hàng ngàn sản phẩm thực phẩm tại các nhà máy trên sáu lục địa, và tiếp thị các sản phẩm này tại hơn 200 quốc gia và vùng lãnh thổ. Công ty tuyên bố có 150 thương hiệu số một hoặc số hai trên toàn thế giới. Heinz xếp thứ nhất trong nước xốt cà chua ở Mỹ với thị phần vượt quá 50%; nhãn hiệu Ore-Ida chiếm giữ 46% lĩnh vực cà chua đông lạnh năm 2003.
Từ năm 1896, công ty đã sử dụng khẩu hiệu của mình "57 Varieties"; nó được lấy cảm hứng từ một bảng hiệu quảng cáo 21 kiểu giày và Henry Heinz đã chọn số 57 mặc dù công ty đã sản xuất hơn 60 sản phẩm vào thời điểm đó. Vào tháng 2 năm 2013, Heinz đã đồng ý mua Berkshire Hathaway và 3G Capital Brasil với giá 23 tỷ đô la Mỹ. Ngày 25 tháng 3 năm 2015, Kraft tuyên bố sáp nhập với Heinz, được sắp xếp bởi Berkshire Hathaway và 3G Capital. Công ty sau khi sáp nhập Kraft Heinz Company là công ty thực phẩm lớn thứ năm trên thế giới. Berkshire Hathaway trở thành chủ sở hữu đa số của Heinz vào ngày 18 tháng 6 năm 2015. Sau khi thực hiện lệnh mua 46 triệu cổ phiếu phổ thông với tổng giá hơn 461 triệu USD, Berkshire đã tăng tỷ lệ sở hữu lên 52,5%. Các công ty đã hoàn thành việc sáp nhập vào ngày 2 tháng 7 năm 2015.